# Ан Ён Хак
Ан Ён Хак (кор. 안영학?, 安英學?, яп. 安英学; 25 октября 1978, Курасики, префектура Окаяма, Япония) — северокорейский футболист, полузащитник.

## Карьера

### Клубная
На детском, юношеском и молодёжном уровне выступал за команды корейских учебных заведений Японии. Профессиональную карьеру начал в 2002 году в клубе «Альбирекс Ниигата», за который в первом сезоне сыграл 41 матч и забил 5 мячей в лиге, и ещё провёл 2 матча и забил 2 гола в Кубке Императора. В сезоне 2003 года сыграл 29 встреч, забил 1 гол и стал, вместе с командой, победителем Дивизиона 2 Джей-лиги, что давало право выхода в Дивизион 1 — высшую лигу японского футбола, в которой Ан дебютировал в сезоне 2004 года, всего проведя 26 игр и забив 3 мяча в ворота соперников. Кроме того, сыграл в том году 1 матч в Кубке страны и 4 в Кубке лиги.
В 2005 году пополнил ряды другого японского клуба «Нагоя Грампус», где и провёл сезон, сыграв 21 матч в чемпионате и ещё 2 в Кубке Японии. В 2006 году переехал в Южную Корею, где продолжил выступления в составе клуба «Пусан Ай Парк», игравшего в чемпионате Южной Кореи. В свой первый сезон на исторической родине сыграл 17 матчей, в которых забил 2 гола, в Кей-лиге, 1 матч в Кубке Южной Кореи и 12 матчей, в которых забил 1 гол, в Кубка Кей-лиги. В сезоне 2007 года провёл 22 игры, в которых забил 3 мяча, в чемпионате, 3 матча в Кубке страны и 8 встреч, в которых забил 1 гол, в Кубке лиги.
В 2008 году пополнил состав другого южнокорейского клуба «Сувон Самсунг Блюуингз» из города Сувон, в том сезоне сыграл 4 матча в чемпионате, 1 в Кубке Южной Кореи и 5 в Кубке Кей-лиги, благодаря чему в том сезоне завоевал свои первые национальные титулы, став, вместе с командой, чемпионом страны и обладателем Кубка лиги. В сезоне 2009 года провёл 14 игр, в которых забил 2 гола, в Кей-лиге и 3 матча в Кубке страны, благодаря чему завоевал, в составе команды, ещё один титул — обладателя Кубка Южной Кореи.
В 2010 году вернулся в Японию, где продолжил карьеру в клубе «Омия Ардия», в составе которого дебютировал уже 7 марта в домашнем матче 1-го тура против команды «Сересо Осака».

### В сборной

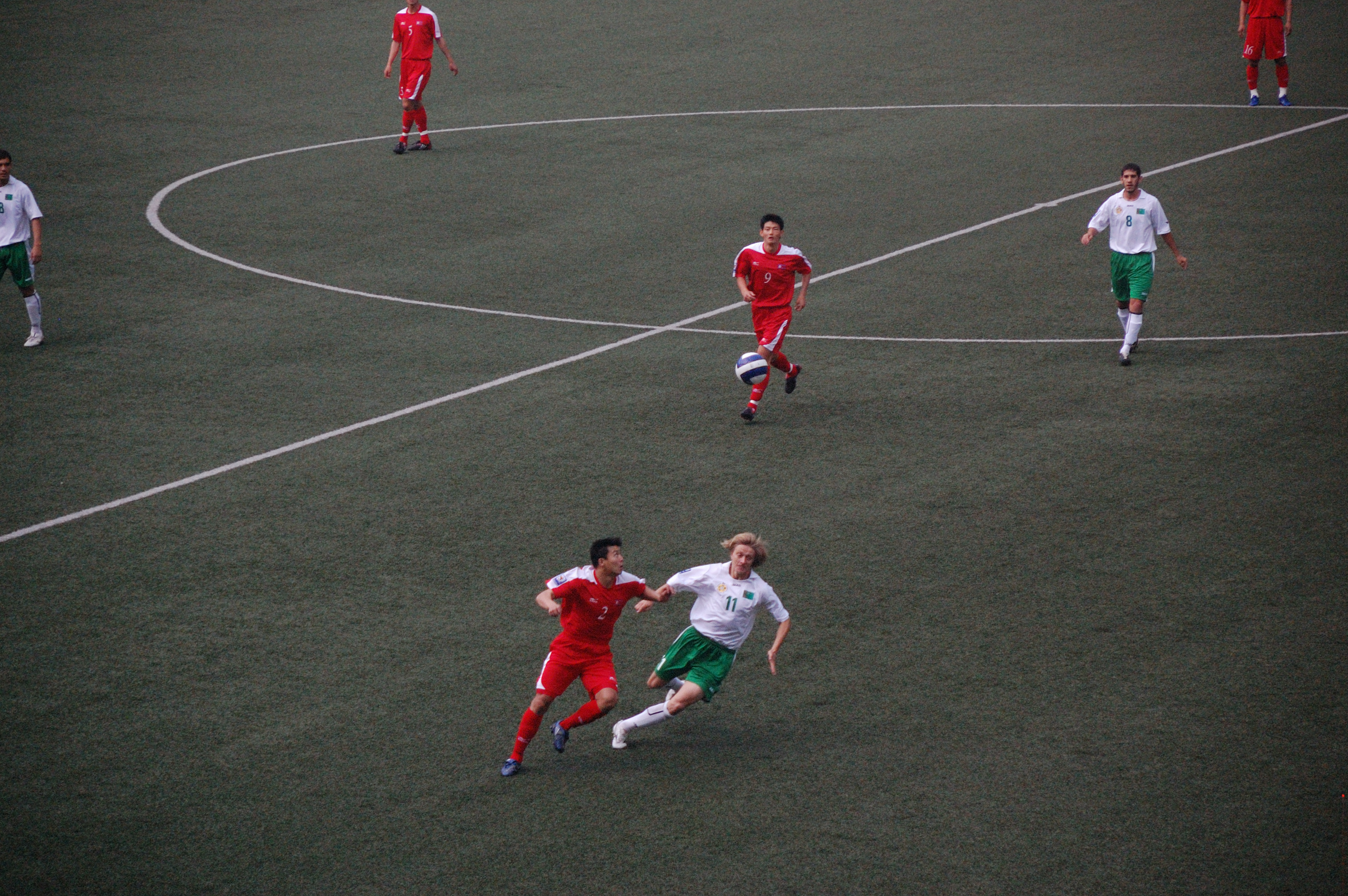
Ан Ён Хак (№ 9) в игре против сборной Туркменистана

В составе главной национальной сборной КНДР дебютировал в 2002 году. Участвовал в матчах отборочного турнира к чемпионату мира 2006 года, провёл в том розыгрыше 5 встреч и забил 2 гола, причём, оба в одном матче: 8 сентября 2004 года на 49-й и 73-й минутах проходившего в Пхеньяне матча отборочного турнира к чемпионату мира 2006 года против сборной Таиланда, завершившегося со счётом 4:1 в пользу северокорейцев. Затем сыграл 13 матчей в отборочном турнире к чемпионату мира 2010 года.
В 2010 году Ан был включён в заявку команды на финальный турнир чемпионата мира в ЮАР, где сыграл во всех 3-х матчах сборной.

## Достижения

### Командные
«Албирекс Ниигата»
- Победитель Дивизиона 2 Джей-лиги (выход в Дивизион 1) (1): 2003

«Сувон Самсунг Блюуингз»
- Чемпион Южной Кореи (1): 2008
- Обладатель Кубка Южной Кореи (1): 2009
- Обладатель Кубка Кей-лиги (1): 2008

## Личная жизнь
Предки Ана переселились на Японские острова ещё в период существования Японской империи и нахождения Кореи в её составе. Ан, как и его отец и мать, родился и вырос в Японии, где, однако, учился в заведениях, основанных и спонсируемых КНДР, затем получил и северокорейский паспорт, японского же не имеет.